# Keladi, Sagar
Keladi là một làng thuộc tehsil Sagar, huyện Shimoga, bang Karnataka, Ấn Độ.